# Lewis Miley
Lewis Miley (Stanley, 1 mei 2006) is een Engels voetballer die bij voorkeur als middenvelder speelt. Hij speelt bij Newcastle United.

## Clubcarrière
Miley tekende in mei 2023 zijn eerste profcontract bij Newcastle United, waar hij doorstroomde uit de eigen jeugdopleiding. Op 28 mei 2023 debuteerde hij in de Premier League tegen Chelsea, waarmee hij de jongste speler werd die uitkwam voor Newcastle in de Premier League. Op 25 november 2023 scoorde Miley zijn eerste competitietreffer tegen Chelsea.